# Honda CB 500 Four
De Honda CB 500 Four is een motorfiets die door Honda werd geproduceerd van 1971 tot en met 1977.

## Voorgeschiedenis
In 1965 was Honda al de 500cc-markt opgegaan met de Honda CB 450, die ondanks zijn kleinere cilinderinhoud maar dankzij dubbele bovenliggende nokkenassen de concurrentie met Britse 500- maar ook 600- en zelfs 650cc-paralleltwins zonder veel moeite aankon. Die machine kwam in het Verenigd Koninkrijk zo hard aan, dat de Auto-Cycle Union de deelname ermee aan clubmanraces verbood, omdat twee bovenliggende nokkenassen "niet op een klantenmotor hoorden". Feitelijk was dat ook zo. In die tijd gebruikten enkele merken (Honda, Benelli en MV Agusta) een dergelijke constructie op hun fabrieksracers, maar verder kwam ze niet voor. De definitieve klap voor de Britse motorfietsindustrie kwam in 1969 met de Honda CB 750, een viercilinder met een enkele bovenliggende nokkenas en - ook al uniek - een schijfrem in het voorwiel. De CB 450 kreeg een jaar later (alleen in de Verenigde Staten) ook een schijfrem, maar de machine kreeg intussen concurrentie uit Japan van de Kawasaki H 1 500 Mach III en de Suzuki T 500. Dat waren echter tweetakten, die niet veel klanten aanspraken. 

## Honda CB 500 Four
Tijdens de Daytona 200-race van 1971 presenteerde Honda de CB 500 Four, op het oog een kleinere versie van de CB 750. Toch was dat niet zo. De boring/slagverhouding van 56 × 50,6 mm stamde van de Honda CB 125 eencilinder uit 1963. De machine leek op de CB 750, maar was meer gedrongen en vrij duur. In Nederland kostte hij ƒ 5.998,=, slechts ƒ 780,= minder dan de CB 750 en ƒ 1.000,= meer dan de 500cc-Triumph T100R Daytona en de Kawasaki H 1 B 500 Special. In België was het verschil met de Kawasaki 5.760,= frank. 

### Motor
Het cilinderblok was licht voorover gebouwd, onder een hoek van 8°. Een ander verschil met de CB 750 was het wet-sump smeersysteem. Ook de primaire aandrijving week af: de CB 500 Four had een morseketting in plaats van twee aparte kettingen, waardoor het blok smaller gebouwd kon worden. Die morseketting dreef een tussenas aan, die via tandwielen de koppeling aandreef. Het voordeel daarvan was dat de versnellingsbakassen langzamer draaiden, waardoor het schakelen soepeler verliep. De machine had een startmotor, nog geen gemeengoed in die tijd, maar Honda-klanten wisten niet beter. De Honda C 71 Dream uit 1958 had er al een. De krukas was uit één stuk gesmeed en draaide in vijf glijlagers, de nokkenas draaide rechtstreeks in de aluminium cilinderkop. Ze werd aangedreven door een enkele ketting tussen de middelste cilinders. Net als de CB 750 had de CB 500 Four een dubbele set contactpunten en twee bobines. De compressieverhouding bedroeg 9:1 en er waren vier 22mm-Keihin-carburateurs gemonteerd. De motor leverde 50 pk bij 9.000 toeren per minuut. 

### Rijwielgedeelte
Het frame was een dubbel wiegframe met een telescoopvork in het voorwiel en een swingarm achter die werd geveerd en gedempt door twee Showa veer/demperelementen met buitenliggende schroefveren. De balhoofdhoek bedroeg 64° en de naloop 105 mm. De trommelrem in het achterwiel stamde van de CB 750. In het voorwiel zat een 260mm-schijfrem.

## Modellenhistorie
In de loop van de jaren werden veelal cosmetische maar ook technische verbeteringen uitgevoerd. Dat resulteerde in drie versies van de CB 500 Four.

### CB 500 Four K0
De eerste versie uit 1972 was de CB 500 K0, die was opgebouwd volgens bovenstaande specificaties. De machine werd geleverd in Candy Jet Green, Candy Garnet Brown en Star Light Gold, waarbij de tankflanken zwart waren. 

### CB 500 Four K1
In 1972 was het nodig om in te grijpen. Honda verbeterde enkele aspecten van de motor, maar vooral de koppeling, die niet helemaal was opgewassen tegen het motorvermogen. Er werden sterkere koppelingsplaten gemonteerd. Het kleurenschema werd Candy Jet Green, Candy Gamet Brown en Candy Gold, met zwarte tankflanken. De CB 500 K1 bleef in productie tot in 1975 de CB 500 K2 verscheen.

### CB 500 Four K2
Met de komst van de CB 500 K2 in 1975 loste Honda nog een probleem op: De tuimelaaras ging soms meedraaien met de tuimelaars en dat werd opgelost door twee aparte asjes toe te passen. Andere verbeteringen betroffen de krukas, het smeersysteem, de carburatie en de vering rondom. De CB 500 K2 werd geleverd in Candy Bucchus Olive,  Flake Sunrise Orange en Maxim Brown Metallic met zwarte tankflanken. Het instrumentenpaneel werd groter en meer naar de rijder gekanteld.